# Albert Bertelsen
Albert Bertelsen (født 17. november 1921 i Vejle, død 10. december 2019 sammesteds) var en dansk autodidakt billedkunstner, tegner og grafiker.
Han arbejdede i 25 år på Vejle Skiltefabrik. Han begyndte gradvist at lave kunst og blev af sin kone tilskyndet til at tage springet til at ernære sig gennem en kunstnerkarriere.
Bertelsens malerier er ofte i grønne farver med landskabsmotiver og naivistiske, færøske og norske landskaber, gårde og kirker fra Vejles vestegn, portrætter af særlinge og særegne mennesketyper fra nær og fjern. Også skildringer af sten, grene og frønnet træ indgår i motivverdenen.
Albert Bertelsen var inspireret af den danske CoBrA maler Henry Heerup og hævdede, at han aldrig malede et figurbillede uden at motiverne var personer fra hans barndom. Han omsatte sine egne erindringer til indre billeder og forestillinger om naturen, bygninger og mennesker. Hans billeder er ikke gengivelse af den ydre virkelighed, men af hans indre oplevelser og tanker.
Albert Bertelsen illustrerede en række bøger, deriblandt eventyr af H.C. Andersen. Han er også kendt for sine illustrationer til foreningsblade, personaleblade, aviser, plakaterne til Vejle-Revyen og FestiVejle, og ikke mindst udsmykningen af Mølholm Kirke. Han satte sit tydelige aftryk på både Vejle Kunstmuseums samling og mange vejlenseres hjem.

## Stipendier og udmærkelser
- Statens Kunstfond. (1969, 1990)
- Henry Heerups Æreslegat (1982)
- Vejle Amts Kulturpris (1991)